# Eber Moas
Eber Alejandro Moas Silvera (Montevideo, 21 marzo 1969) è un ex calciatore uruguaiano, di ruolo difensore.

## Carriera
Il Danubio è la prima squadra di questo difensore poco propenso al gol ma molto affidabile. L'Independiente, squadra argentina, lo preleva nel 1992 e lo cede nel 1995 dopo 65 presenze; la breve esperienza colombiana all'América de Cali precede la lunga militanza nel Monterrey, squadra nella quale rimane per due anni ottenendo 83 presenze. Si è ritirato nel 2007, a 38 anni, con la squadra uruguaiana del Rentistas. Con la nazionale uruguaiana conta 48 presenze e ha fatto parte della rosa che ha vinto la Copa América 1995.

## Palmarès

### Club

#### Competizioni nazionali
- Campionato uruguaiano: 1

Danubio: 1988

#### Competizioni internazionali
- Supercoppa Sudamericana: 1

Independiente: 1994

### Individuale
- Equipo Ideal de América: 1

1995